# Carataunas
Carataunas – gmina w Hiszpanii, w prowincji Grenada, w Andaluzji, o powierzchni 4,66 km². W 2011 roku gmina liczyła 188 mieszkańców.
Graniczy z gminami Órgiva, Cáñar, Soportújar, Pampaneira i La Taha.